# Adam Kosiba
Adam Antoni Kosiba (ur. 26 października 1893 w Sieniawie, zm. 31 lipca 1966 w Londynie) – pułkownik intendent z wyższymi studiami wojskowymi Wojska Polskiego II Rzeczypospolitej i Polskich Sił Zbrojnych, działacz katolicki.

## Życiorys
Urodził się 26 października 1893 roku w Sieniawie, w rodzinie Karola i Antoniny. Ukończył I Gimnazjum Klasyczne w Jarosławiu, po czym w 1912 podjął studia na Wydziale Prawa Uniwersytetu Franciszkańskiego we Lwowie. Był członkiem Polskiego Towarzystwa Gimnastycznego „Sokół”.
Po wybuchu I wojny światowej w 1914 wstąpił do Legionów Polskich. Służył w 2 pułku piechoty w składzie II Brygady odbywając kampanię karpacką. Na początku 1915 przebywał na leczeniu po zachorowaniu na tyfus. Po odzyskaniu zdrowia odbył kurs w Szkole Podoficerów Rachunkowych w Piotrkowie Trybunalskim, po czym został przydzielony do 15 kompanii 6 pułku piechoty w składzie III Brygady. W 1916 był podoficerem rachunkowym Domu Ozdrowieńców w Kamieńsku, mianowany chorążym był od stycznia 1917 oficerem kasowym II batalionu 3 pułku piechoty w składzie II Brygady. Został awansowany do stopnia podporucznika rachunkowego 1 kwietnia 1917. Po kryzysie przysięgowym służył jako oficer rachunkowy w 2 pułku ułanów. Przy usiłowaniu przekroczenia frontu pod Rarańczą w połowie lutego 1918, został aresztowany przez Austriaków i osadzony w obozie Talaborfalva.
U schyłku wojny, w listopadzie 1918, był aktywny w rozbrajaniu wojsk okupacyjnych. Został przyjęty do Wojska Polskiego. Przydzielony do Sekcji Gospodarczej Ministerstwa Spraw Wojskowych. Mianowany do stopnia majora intendentury. Od 1923 do 1926 był oficerem w I Okręgowym Szefostwie Intendentury w Warszawie. Został awansowany do stopnia podpułkownika intendentury 1 lipca 1925. Od 1932 pełnił funkcję szefa intendentury w Dowództwie Okręgu Korpusu Nr IX w Brześciu. Na stopień pułkownika został mianowany ze starszeństwem z dniem 1 stycznia 1936 roku i 2. lokatą w korpusie oficerów intendentów.
W czasie kampanii wrześniowej 1939 roku był szefem intendentury Samodzielnej Grupy Operacyjnej „Narew”. Po agresji ZSRR na Polskę z 17 września 1939 został internowany na Litwie. Po okresie internowania na terenach litewskich, był osadzony w obozie w Kozielsku (tzw. II), od 2 lipca 1940 w obozie jenieckim NKWD w Griazowcu. Po podpisaniu układu Sikorski-Majski z 3 lipca 1941, wraz z innymi polskimi żołnierzami odzyskał wolność i został przyjęty do formowanych Polskich Sił Zbrojnych w ZSRR gen. dyw. Władysława Andersa i został szefem intendentury w dowództwie tej armii. Pułkownik Kosiba potajemnie przewiózł z Kozielska do Griazowca obraz Matki Bożej Kozielskiej, a następnie transportował w ramach armii polskiej. Wraz z wojskami przeszedł przez Bliski Wschód, zostając oficerem Polskich Sił Zbrojnych, w ramach których od 1943 pełnił funkcję szefa służby pieniężnej.
Rozkazem Ministra Obrony Narodowej MON L.dz. 916/MON.45 z 26 stycznia 1945 roku oraz MON L.dz. 1268/Tjn.Org.Pers. z 8 lutego 1945 roku został wyznaczony na stanowisko członka Komisji Kontrolnej gospodarki pieniężnej funduszem specjalnym przekazanym szefowi wojskowemu „Moniki” i delegatowi MON na Francję. Kontrolę przeprowadził do 7 marca 1945 roku w Paryżu wspólnie z pułkownikiem uzbrojenia Włodzimierzem Hellmannem.
Po zakończeniu działań wojennych w 1945 służył w Polskim Korpusie Przysposobienia i Rozmieszczenia oraz w Komisji Likwidacyjnej PSZ.
Po demobilizacji 1 lipca 1948 pozostał na emigracji w Wielkiej Brytanii zamieszkując w Londynie. Był współorganizatorem emigracyjnej katolickiej Fundacji Veritas w Londynie, założonej z inicjatywy ks. Stanisława Bełcha oraz jej prezesem od 1948 do 1966 (działał w niej m.in. Paweł Skwarczyński).
Poniósł śmierć 31 lipca 1966 wskutek wypadku w Londynie. Został pochowany na Cmentarzu South Ealing w Londynie.

## Ordery i odznaczenia
- Krzyż Niepodległości (12 maja 1931)[7]
- Krzyż Kawalerski Orderu Odrodzenia Polski (2 maja 1923)[8][9][10]
- Krzyż Walecznych (czterokrotnie)
- Złoty Krzyż Zasługi (dwukrotnie: 10 listopada 1928[11],1938[12])